# 12の月のめぐる間に
『12の月のめぐる間に』（じゅうにのつきのめぐるまに）は、吉川うたたによる日本の漫画。秋田書店『プリンセスGOLD』にて、2006年より2009年まで連載された。単行本は秋田書店から全4巻。

## あらすじ
奏は17歳の誕生日を迎えた日に突然吸血鬼に襲われるが、謎の男（タロウ）に救われる。

## 主な登場人物
月下部奏(かすかべ かなで)
人と吸血鬼のハーフ（バンピーラ）。1年以内にただの人間になるか吸血鬼になるかを決めなければいけない。
遠近楓(とおちか かえで)
奏の幼馴染で、吸血鬼ハンター。
遠近一征(とおちか いっせい)
表向きは楓の父親。職業はカメラマンで、世界中を旅回る。奏の憧れの人。
月下部りつ子
奏の母親。バリバリの保険外交官だが、家事は壊滅的に才能が無い。
タロウ（フィルジャ・ドラクル）
ドラクルの長。奏の父親と賭けに負けて奏を守っている。普段は猫（フクタロウ）の姿。
加賀野井
人間だが、吸血鬼に憧れている。東アジア吸血鬼同好会日本史部副会長。
シド・ザレシュカ
ハンターだが、実は吸血鬼。奏の父とも知り合い。
アルトゥーリ
吸血鬼だが、仲間からも狙われている。奏に求婚した。

## 書籍情報
プリンセスコミックス 秋田書店
1. 2007年5月15日 ISBN 978-4-253-19553-9
2. 2007年12月15日 ISBN 978-4-253-19554-6
3. 2008年8月30日 ISBN 978-4-253-19555-3
4. 2009年4月30日 ISBN 978-4-253-19556-0